# Вермут, Адольф

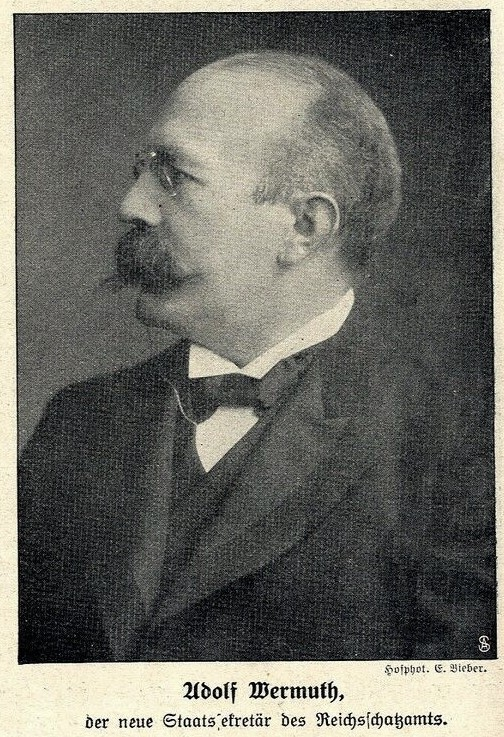
Адольф Вермут

Адольф Вермут (нем. Adolf Wermuth; 23 марта 1855, Ганновер — 11 октября 1927, Берлин) — известный немецкий государственный и политический деятель, юрист, бургомистр Берлина в 1912—1920 годах.

## Биография
Родился в буржуазной семье с монархическими настроениями. Отцом Адольфа был Карл Георг Людвиг Вермут, начальник полиции королевства Ганновер. После окончания высшей школы в Хильдесхайме изучал право в университетах Лейпцига, Гейдельберга и Гёттингена. По окончании учëбы получил ученую степень доктора права. Затем поступил на прусскую государственную службу, работал судьей в Пайне, затем в Опелне (ныне Ополе Польша). С 1883 года состоял на службе в министерстве внутренних дел. Внëс значительный вклад в организацию участия Германии во Всемирной выставке в Мельбурне (1880) и Чикаго (1893).
С 1904 года — заместитель, а с июля 1909 по 1912 — статс-секретарь финансов кайзеровской Германии в правительстве рейхсканцлера Теобальда фон Бетман-Гольвега. После того, как предложенная им инициатива по увеличению налога на недвижимость была отклонена рейхсканцлером, в марте 1912 года Вермут сложил с себя полномочия статс-секретаря финансов и ушёл в отставку. С 1908 — член Тайного совета Пруссии. В 1912—1918 гг. А. Вермут — член прусской палаты депутатов.
В мае 1912 А. Вермут сменил Мартина Киршнера на посту бургомистра города Берлина. Занимал эту должность с 1 сентября 1912 по 25 ноябрь 1920 года. Кроме того, в 1912-1921 годах Вермут возглавлял Ассоциацию немецких городов.
К заслугам А. Вермута на посту бургомистра следует отнести успешное решение вопросов продовольственного обеспечения населения столицы во время и после окончания первой мировой войны, путём введения продовольственных талонов, что позволило обеспечить в это непростое для Германии время достаточный рацион питания берлинцев.